# Зоран Кесић
Зоран Кесић (Београд, 26. јул 1976) српски је новинар, ТВ водитељ и комичар. Аутор је популарних хумористичких ТВ емисија Озбиљне вести, Дезинформатор, Фајронт република и 24 минута са Зораном Кесићем.
Највећу популарност стекао је емисијом 24 минута са Зораном Кесићем, која се тренутно приказује на телевизији Нова С и спада у најгледаније забавно-сатиричне ТВ садржаје у Србији.

## Биографија
Каријеру је започео са 19 година на ТВ програму Студио Б, где је радио као репортер који се јављао са терена. После пар година, добио је прилику да направи свој први ТВ шоу Озбиљне вести, који је касније прерастао у емисију Дезинформатор, где је заједно са Игором Бугарским изводио низ сатиричних скечева на тему актуелних политичких догађаја.
Преласком на ТВ Фокс (или ТВ Прва, како се сада назива) и покретањем емисије Фајронт република, која се емитовала уживо у кабаретској форми, популарност Зорана Кесића се значајно повећава. У овој емисији као гости учествовале су многе познате личности, како са домаће тако и иностране сцене.
Од јесени 2013. године Зоран се вратио на ТВ екране својом новом хумористичком емисијом 24 минута са Зораном Кесићем.

## Награде
- Награда Станислав Сташа Маринковић: 2015.[5]
- Награда Лаза Костић за сатиру: 2017.[6]
- Награда Александар Тијанић: 2024.[7]